# Cornisepta monsfuji
Cornisepta monsfuji is een slakkensoort uit de familie van de Fissurellidae. De wetenschappelijke naam van de soort is voor het eerst geldig gepubliceerd in 2009 door Chino.